# Vélodrome André Pétrieux

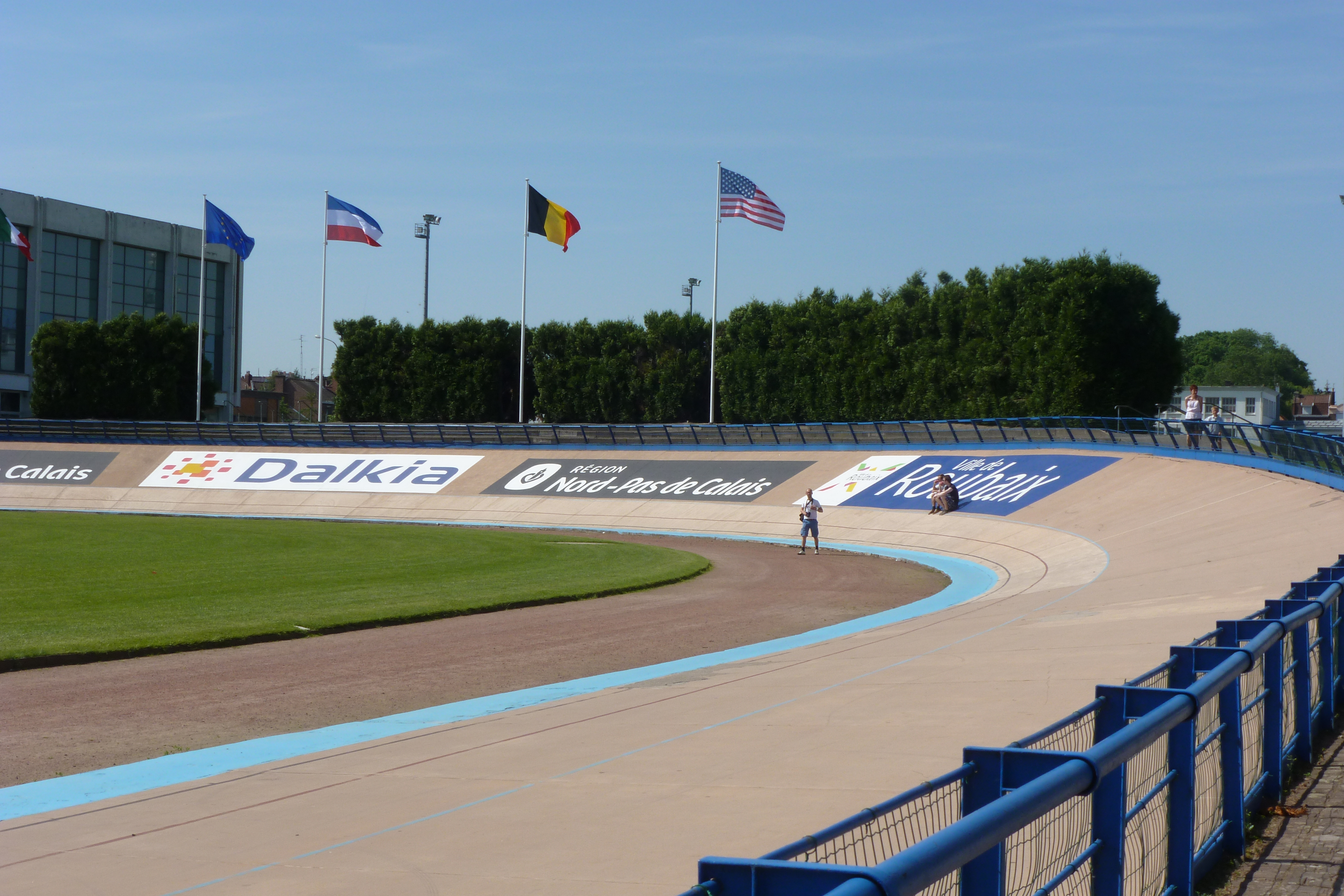
Een van de bochten van de velodroom

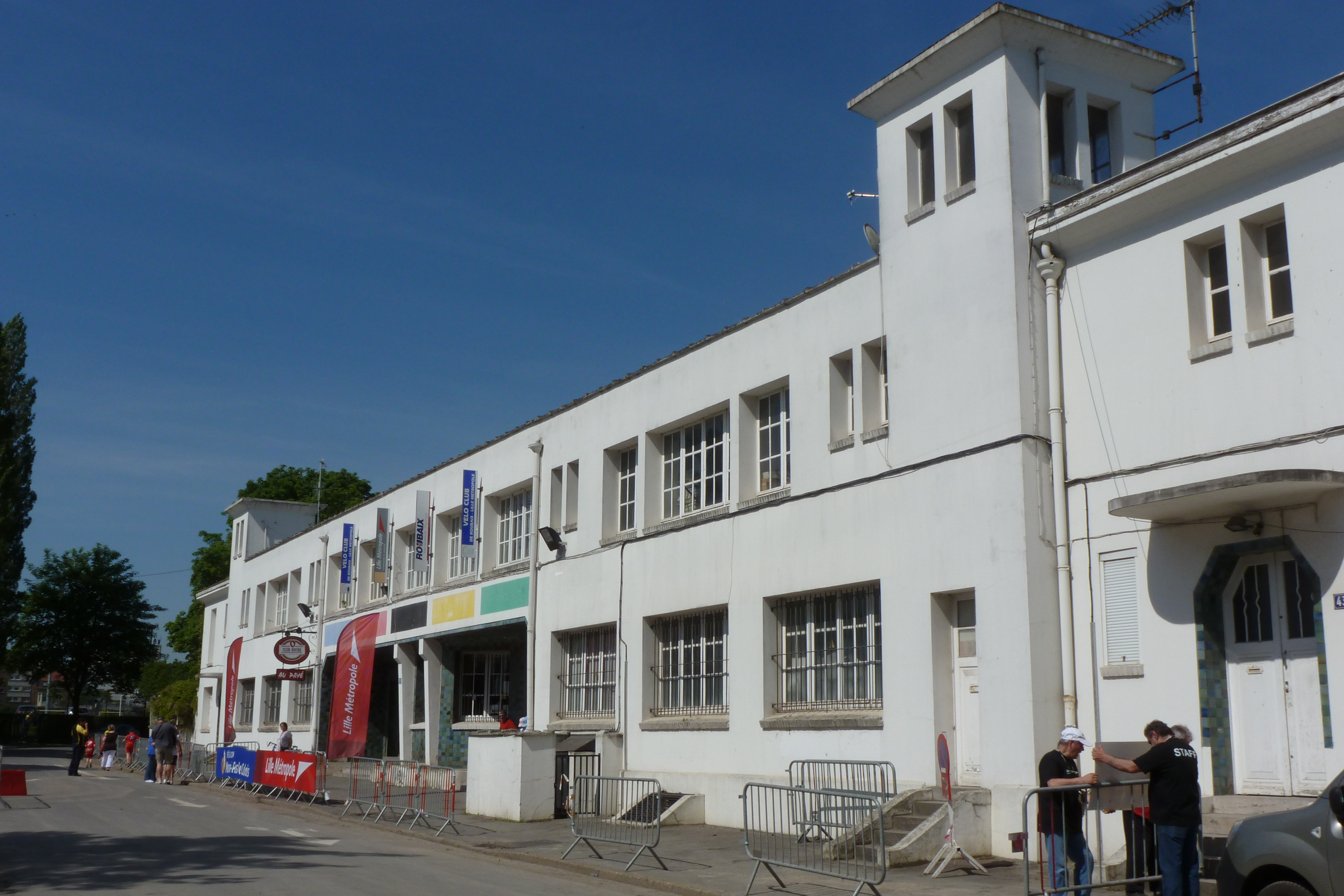
Het bouwwerk aan de velodroom

De Vélodrome André Pétrieux, ook vélodrome de Roubaix, is een velodroom in Roubaix wereldbekend als de aankomstplaats van de UCI World Tour wielerklassieker Parijs-Roubaix.
In 1895 werd een vélodrome roubaisien aangelegd in de gemeente Croix. De baan werd aangelegd op initiatief van Théo Vienne en Maurice Pérez. Ook deze velodroom werd uiteraard gebruikt als aankomstplaats van Parijs-Roubaix, meer bepaald voor de eerste 19 edities tot 1914, gezien Vienne mee initiatiefnemer en organisator van deze wedstrijd was. Het hout van de piste overleefde de strooptochten op zoek naar brandhout tijdens de Eerste Wereldoorlog niet. Het hele circuit werd dan in 1924 ook afgebroken.
In 1936 werd de huidige baan aangelegd in het Parc des Sports in het oostelijk deel van Roubaix. Het gaat om een betonnen velodroom met een lengte van 499,75 m. Vanaf de editie 1943 werd de traditie die tot 1914 gold, terug hernomen en eindigde Parijs-Roubaix terug op een velodroom. Enkel van 1986 tot 1988 waren er nog edities waar de klassieker hier niet het orgelpunt van zijn finale kende.
De velodroom was ook het toneel van de nationale Franse kampioenschappen baanwielrennen in 1966 en 1971. Tussen 2006 en 2012 was het ook het toneel van een jaarlijkse wedstrijd veldrijden, Grand Prix Lille Métropole, die een etappe was van de wereldbeker veldrijden in de seizoenen 2008-2009, 2009-2010 en 2012-2013.
Naast de openluchtbaan werd in 2012 de indoorbaan Vélodrome Jean Stablinski geopend.

## André Pétrieux
André Pétrieux, zoon van André Pétrieux, was een sportambtenaar werkend voor de stad Roubaix. Zijn vader baatte een café uit op de hoek van de Jules-Guesdestraat en de Lannoystraat, Chez Pétrieux. Hij was een van de oprichters in 1966 van de Vélo-Club Roubaisien, later de Vélo-Club de Roubaix Lille Métropole, een vereniging met een opleidingsprogramma voor jonge wielrenners, en sinds 2007 ook een professionele wielerploeg, Roubaix Lille Métropole.
De velodroom eert met zijn naam sinds het voorjaar van 2000 en voor de start van Parijs-Roubaix 2000 beide wielerliefhebbers.